# 仁濟醫院第五中學
仁濟醫院第五中學（英語：Yan Chai Hospital No. 5 Secondary School），為香港一所已停辦的技能訓練中學，位於粉嶺聯和墟和睦路2號，於1997年成立，2004年停辦。

## 歷史
此校原名為「仁濟醫院第五中學（技能訓練）」，於1996年籌辦，為同期教育署計劃增設的五所技能訓練學校之一，翌年正式開辦，僅開辦供有學習障礙學生修讀的中一至中三課程。
為免學生被標籤，此校早於籌備階段已有意從校名中，移除「技能訓練」字樣，但直到2001年才成事。
因融合教育日漸普及，政府於2000年宣佈在五年內，將五間同類中學改為主流學校，而此校有意跟隨，遂於2002年申請改辦直資高中學校。然而，由於校舍已預留作分拆/合併半日制小學，轉營申請被政府拒絕，隨後於2004年正式停辦，辦學時間僅有七年。
而在停辦前夕，原有校舍由上水宣道小學投得，其後於2005年正式遷入。

## 歷任行政人員

### 校監
- 鄭捷明 先生[9]

### 校長
- 吳仰明先生（1997年–2001年，創校校長，由則仁中心轉職，後調至同系羅陳楚思中學）[10]
- 楊玉麟先生（2001年–2004年，末任校長，由同系董之英紀念中學調任，結校後調回原職）[9]

## 外部連結
1. ↑  . 周古梁建築工程師有限公司.   [2023-05-16]. （原始内容存档于2023-05-02）.
2. ↑   (PDF). 立法會教育事務委員會融合教育小組委員會. 2014-02-18  [2024-11-04]. （原始内容存档 (PDF)于2024-09-24）.
3. ↑  . 星島日報. 1996-04-19.
4. ↑  . 仁濟醫院. 2017: 229.
5. ↑  . 星島日報. 2000-08-29  [2024-11-04].
6. ↑  . 文匯報. 2001-01-06  [2023-11-16]. （原始内容存档于2023-11-16）.
7. ↑   (PDF). 教育局. 2023-06  [2024-11-04]. （原始内容存档 (PDF)于2023-07-24）.
8. ↑   (PDF). 教育局. 2003  [2024-11-04]. （原始内容存档 (PDF)于2021-02-07）.
9. 1 2  . 仁濟醫院第五中學. No. 2001年7月號. 2001-07: 1.
10. ↑  . 教大校友電子報. 2018-09  [2024-03-01]. （原始内容存档于2024-03-01）.